# John Michael Plumb
John Michael Plumb   (Islip, 28 de març de 1940) és un genet estatunidenc, ja retirat, guanyador de sis medalles olímpiques.

## Carrera esportiva
Al llarg de la seva carrera participà en set Jocs Olímpics. Debutà, als 20 anys, en els Jocs Olímpics d'Estiu de 1960 realitzats a Roma (Itàlia), on va participar en el concurs complet individual, on finalitzà quinzè, i en el concurs complet per equips, on no pogué acabar la prova. En els Jocs Olímpics d'Estiu de 1964 realitzats a Tòquio (Japó) va aconseguir guanyar la medalla de plata en el concurs complet per equips i finalitzà novament quinzè en la prova individual, un resultat que repetí en els Jocs Olímpics d'Estiu de 1968 celebrats a Ciutat de Mèxic (Mèxic). Vintè en la prova individual dels Jocs Olímpics d'Estiu de 1972 realitzats a Múnic (Alemanya Occidental, tornà a guanyar una nova medalla de plata en la prova per equips. En els Jocs Olímpics d'Estiu de 1976 realitzats a Mont-real (Canadà) aconseguí guanyar la seva primera medalla d'or en la prova per equips, així com la primera i única medalla en la prova individual, en aquesta ocasió de plata. Absent dels Jocs Olímpics d'estiu de 1980 pel boicot polític realitzat pel seu país, en els Jocs Olímpics d'Estiu de 1984 realitzats a Los Angeles (Estats Units) tornà a guanyar la medalla d'or en la prova per equips i finalitzà desè en la prova individual. Absent novament dels Jocs Olímpics d'estiu de 1988 reaparegué en els Jocs Olímpics d'Estiu de 1992 celebrats a Barcelona (Catalunya), on als 52 anys, finalitzà desè en la prova per equips del concurs complet i quaranta-vuitè en la prova de concurs complet individual.
Al llarg de la seva carrera ha guanyat quatre medalles en el Campionat del Món de concurs complet, una d'elles d'or.
El 1972 es va graduar a la Universitat de Delaware. Es va casar amb Donnan Sharp Plumb, una genet de doma clàssica que va competir en els Jocs Olímpics d'Estiu de 1968 i de la qual més tard es va divorciar.
El 2002 va ser nomenat un dels 50 genets més influents del segle XX per la revista eqüestre Chronicle of the Horse. El 2003 va ser inclòs al United States Eventing Association Hall of Fame.